# Enfants de Daech, les damnés de la guerre
Enfants de Daech, les damnés de la guerre é um documentário francês de 2021 sobre a impacto da Guerra do Iraque para toda uma geração de crianças. Produzido pela Cinétévé e dirigido por Anne Poiret, o filme ganhou o prêmio de Melhor Documentário na cerimônia do 50.º Emmy Internacional.

## Sinopse
Os “filhos do Daesh” são famílias que juraram lealdade ao califado. Estigmatizados, são privados de qualquer existência legal no Iraque pós-Estado Islâmico. Sem documentos, não têm acesso a cuidados médicos, comida ou escola. Crianças alvos de sequestros ou recrutadas como mãozinhas pela organização terrorista estão hoje encarceradas. Enfants de Daech, les damnés de la guerre dá voz àqueles deixados para trás.

## Produção
O filme é uma produção da Cinétévé, com participação da France Télévisions e LCP-Assemblee Nationale e dos canais RTS, DR, NRK, SVT.